# Weißpunkt-Bodenwanze

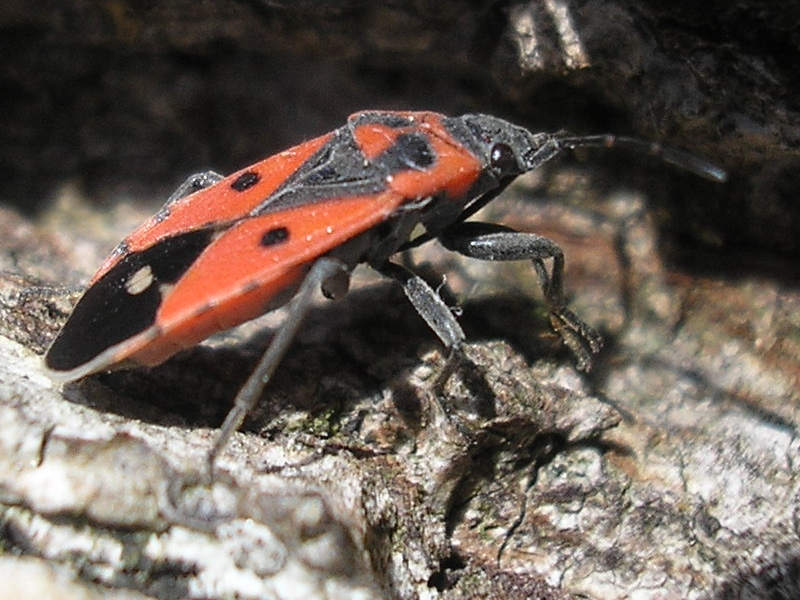
Seitenansicht

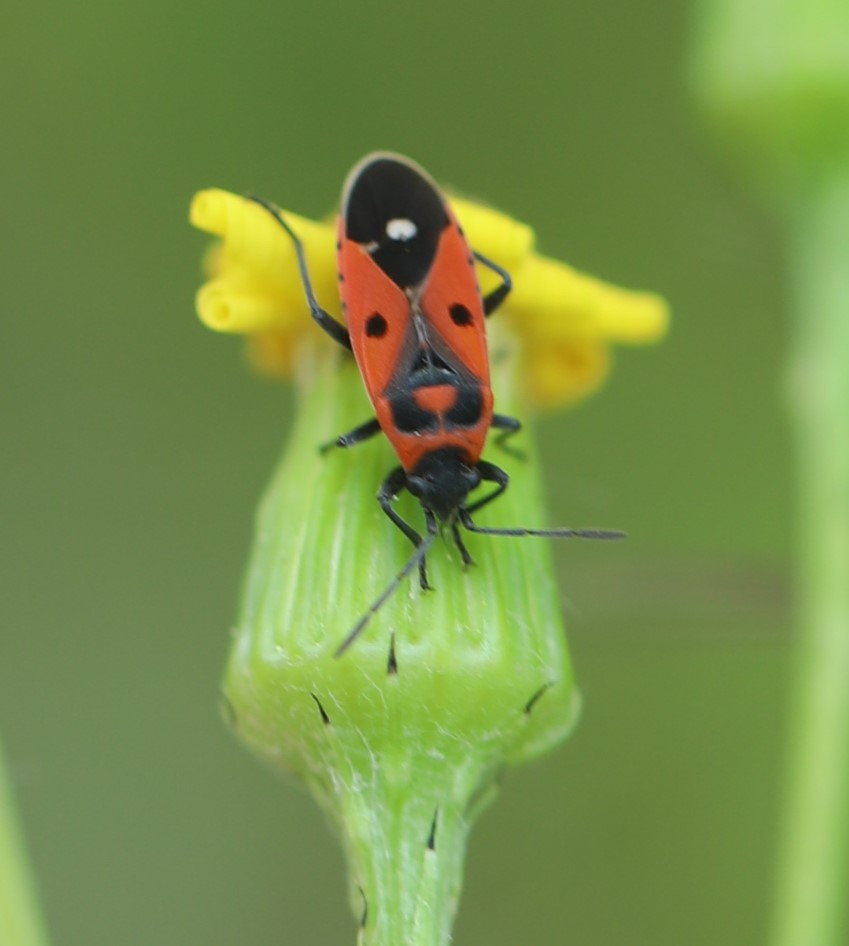
Wanze an Frühlings-Greiskraut Ende April

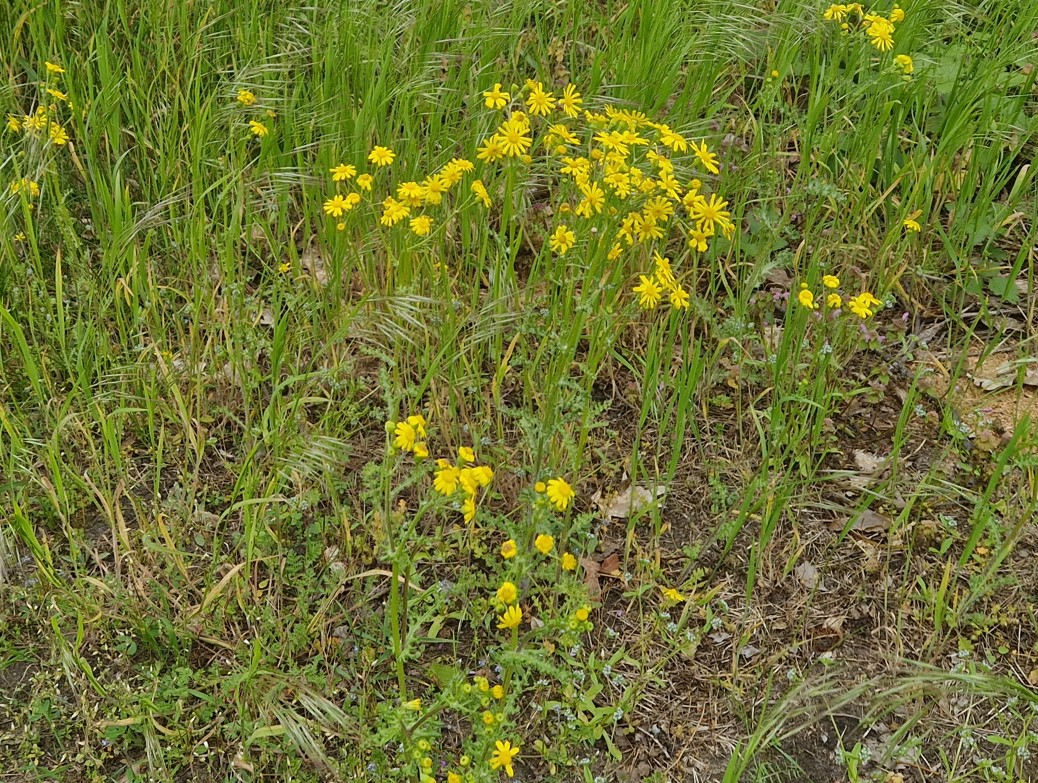
Habitat mit Bewuchs von Frühlings-Greiskraut

Die Weißpunkt-Bodenwanze (Melanocoryphus albomaculatus), auch Weißgefleckte Ritterwanze genannt, ist eine in Mitteleuropa vorkommende Wanzenart aus der Familie der Bodenwanzen (Lygaeidae).

## Merkmale
Die Weißpunkt-Bodenwanze besitzt einen schwarzen Kopf, ein schwarzes Scutellum, schwarze Fühler und schwarze Beine. Auf dem roten Halsschild sind zwei hakenförmige schwarze Flecken. Das Corium der Hemielytren (die teilweise gehärteten Vorderflügel) ist rot mit einem schwarzen runden Fleck in der Mitte, während die Membran (der durchsichtige Teil der Vorderflügel) schwarz ist und in der Mitte einen weißen runden Fleck aufweist. Das Connexivum (auf der Seite sichtbarer Teil des Abdomens) ist rot mit schwarzen Flecken.
Die Wanze erreicht eine Körpergröße von 6,9–7,3 mm.

## Verbreitung und Lebensraum
Die wärmeliebende Wanzenart ist im Mittelmeerraum sehr verbreitet. Ihr Verbreitungsgebiet reicht im Osten über Kleinasien bis zum Kaspischen Meer. In Mitteleuropa kommt die Weißpunkt-Bodenwanze nur vereinzelt vor und beschränkt sich meist auf so genannte „Wärmeinseln“. In Deutschland liegen diese in der Oberrheinebene und am Mittelrhein. Die Wanzenart kommt auch an der nordfranzösischen Kanalküste, in den Niederlanden und in Österreich vor.

## Lebensweise
Die Wanzenart bevorzugt heiße, trockene, felsige Lebensräume – selten Gebiete mit sandigen Böden. Sie ist ein so genannter Samensauger.
Die Hauptnahrungspflanze der Weißpunkt-Bodenwanze ist die Schwalbenwurz (Vincetoxicum hirundinaria). Weitere Futterpflanzen sind der Rote Fingerhut (Digitalis purpurea) und Pflanzen aus der Gattung der Greiskräuter (Senecio).
Die ausgewachsenen Wanzen der Art überwintern.